# 쿼타북
쿼타북(QuotaBook)은 증권 사무의 표준화와 회사법 사무의 디지털화를 선도하는 증권 관리 플랫폼이다. 
쿼타북은 대한민국의 금융 인프라 기업인 쿼타랩에서 운영하는 클라우드 기반 B2B SaaS(Software as a Service)서비스로, 기업의 재무 담당자와 투자 전문가가 주식·채권·펀드 등 다양한 금융 자산을 하나의 플랫폼에서 통합적으로 관리할 수 있도록 지원한다. 쿼타북은 직관적인 인터페이스와 데이터 분석 도구를 제공하여, 기업금융 담당자가 실시간으로 주식 현황을 파악하고 투자 포트폴리오를 관리할 수 있도록 돕는다.

## 제품
2025년 1월, 쿼타북은 기업 경영에 필수적인 전략적 솔루션을 통합한 쿼타북 BizSuite를 출시했다. 쿼타북 BizSuite는 기업의 성장 및 투자 단계별로 맞춤형 커스터마이징을 제공한다.

### 주요 솔루션
- 주식 채권 발행: 주식 및 채권 실시간 발행 및 관리
- 주식기준보상: RSU, 스톡옵션, 팬텀스톡(가상주식) 등 맞춤 설계
- 의결: 상법에 근거한 회사기관 실시간 운영
- 영업보고: 투자계약서에 근거한 보고 및 관리

### 커스터마이징 지원 항목

#### 기업 맞춤 제품
- RSU(양도제한조건부주식)
- 스톡옵션
- 팬텀스톡(가상주식)
- 주주총회
- 이사회
- 동의권 및 협의권
- 주식 및 주주명부
- 채권
- 임직원 포탈
- 이해관계자 커뮤니케이션
- 투자시뮬레이션

#### 투자사 맞춤 제품
- 펀드
- 포트폴리오 영업보고
- 투자 프로세스
- 포트폴리오 관리
- 의결 및 전자결재

쿼타북은 온·오프라인 지원 및 사용자 교육을 제공하여 기업 관리자와 임직원의 원활한 금융 시스템 사용을 돕는다.

### 기업 맞춤형 대응 및 교육
- 기업 전담 인력을 배치하여 요청 및 문의사항을 전문적으로 처리
- 임직원 대상 방문 및 온라인 교육을 통해 기능 교육 제공

### 마이그레이션 지원
- 무상으로 초기 기업 데이터에 대한 마이그레이션 지원
- 사용자 인터페이스에서 수정이 불가한 데이터에 대한 사후 수정 지원

### 관리 보수
- 다년간의 서비스 운영을 통해 전문 인력 및 전산 체계를 구축하여 안정적인 서비스 제공
- 시스템 상 긴급 오류 발생 시 즉각적인 검토 및 조치 진행

- 하나은행
- 기업은행
- 한국성장금융
- 한국벤처투자
- 신한캐피탈
- KB스타터즈
- 서울핀테크랩
- 은행권창업진흥재단 (D.CAM)

네이버(그룹사), 비바리퍼블리카, 당근마켓, 버킷플레이스(오늘의집), 베스핀글로벌을 포함한 대한민국 탑티어 기업과 투자사가 쿼타북에서 증권 및 펀드 데이터를 관리하고 있다.
쿼타북은 ISO/IEC 27001:2022 국제 정보보호관리체계 인증을 획득하여, 최고 수준의 정보 보안을 유지하고 있다.
국내 최초·국내 유일·국내 최대 주식기준보상 플랫폼을 출시하여 운영하고 있다.
- RSU 관리 서비스 출시[1]
- 팬텀스톡(가상주식) 관리 서비스 출시[2]

## 투자 유치
- 하나은행, 한국투자파트너스, 신한캐피탈, 서울대기술지주, 롯데벤처스, 캡스톤파트너스 등 국내 유수의 투자사로부터 투자를 유치[3]하였다.
- 국내 외에도 Carta, Y Combinator, Goodwater Capital, Elefund 등 글로벌 벤처캐피탈로부터 투자를 유치[4]하였다.